# Lepassaare
Koordinaten: 57° 51′ N, 27° 19′ O

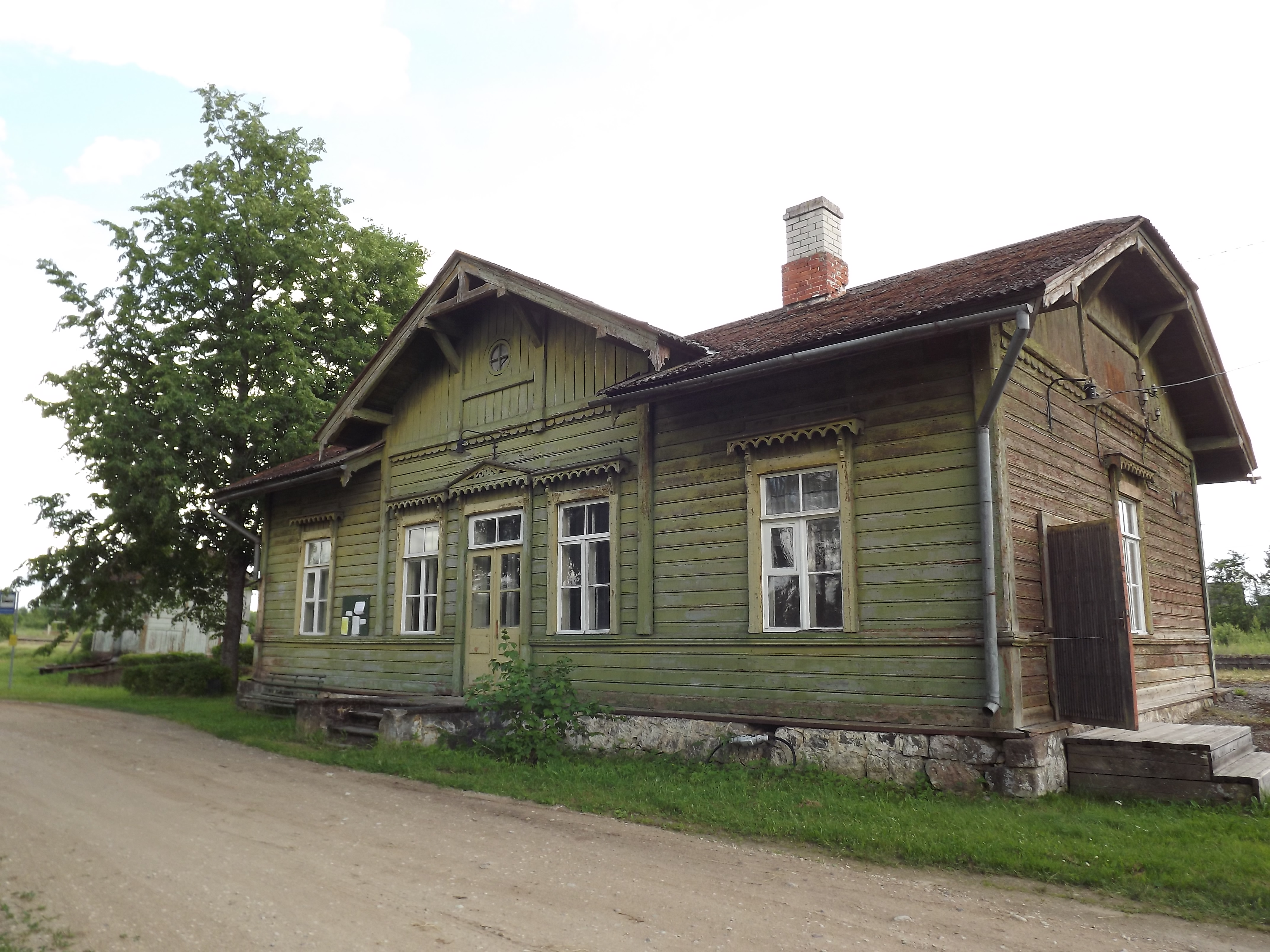
Altes Bahnhofsgebäude

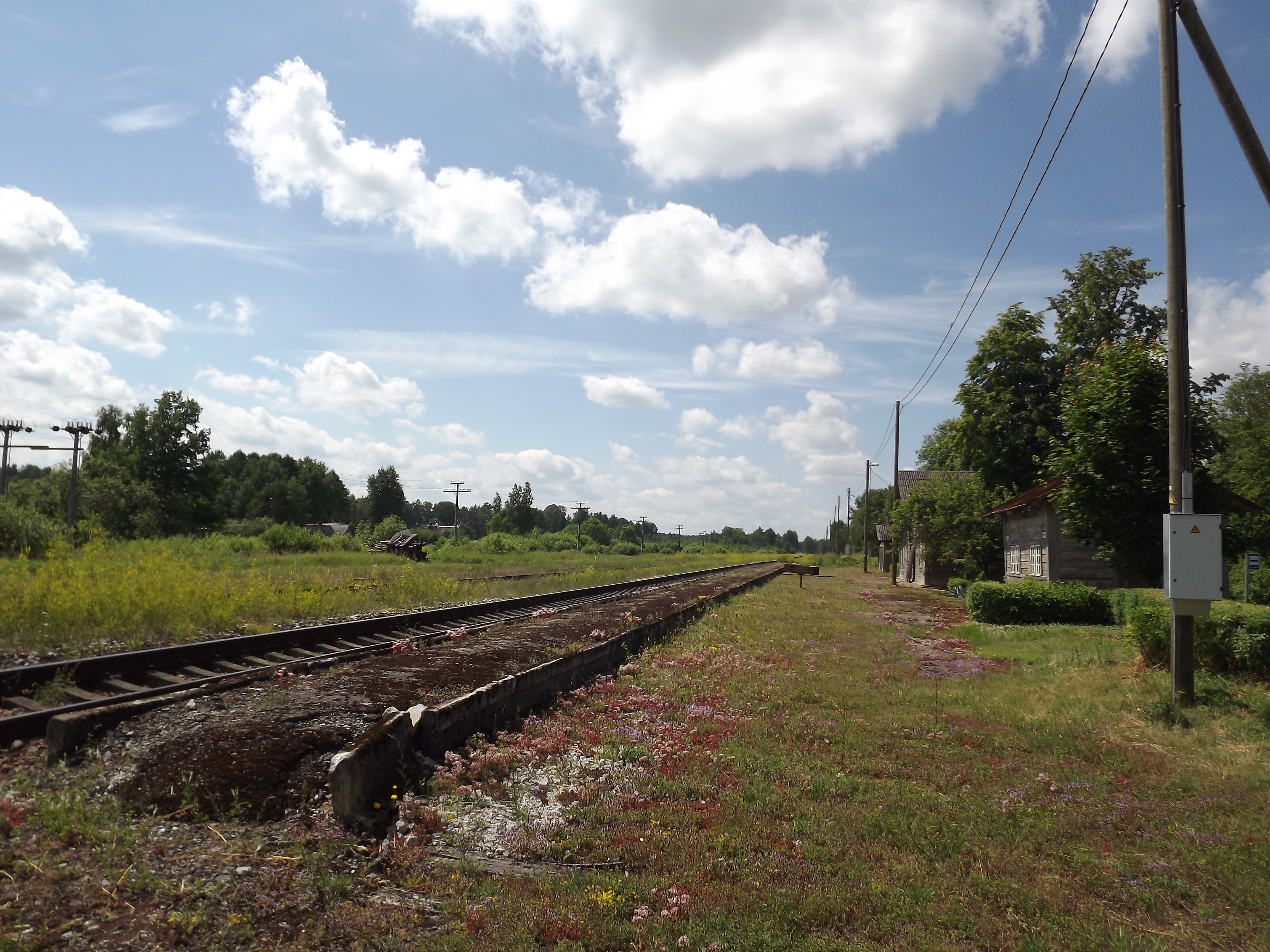
Bahnsteig

Lepassaare ist ein Dorf (estnisch küla) im Südosten Estlands. Es gehört zur Landgemeinde Võru im Kreis Võru (bis 2017 Landgemeinde Orava im Kreis Põlva).

## Einwohnerschaft und Lage
Das Dorf hat 39 Einwohner (Stand 31. Dezember 2011). Es liegt 18 Kilometer östlich der Stadt Võru.
In dem Ort befinden sich eine Grundschule und eine Apotheke.

## Bahnhofsgebäude
Lepassaare liegt an der 1889 fertiggestellten Bahnstrecke zwischen dem estnischen Valga und dem russischen Petschory.